# Platen
Cet article possède des paronymes, voir Platten et Von Platen.
Platen est une section de la commune luxembourgeoise de Préizerdaul située dans le canton de Redange.